# Helogyne
Helogyne là một chi thực vật có hoa trong họ Cúc (Asteraceae).

## Loài
Chi Helogyne gồm các loài: